# Balloon Ascension
Balloon Ascension è un cortometraggio muto del 1902 diretto da Harry H. Buckwalter.

## Produzione
Il film fu prodotto dalla Selig Polyscope Company.

## Distribuzione
Distribuito dalla Selig Polyscope Company, il film - un documentario di trenta metri - uscì nelle sale cinematografiche statunitensi nel novembre 1902.